# 神笔

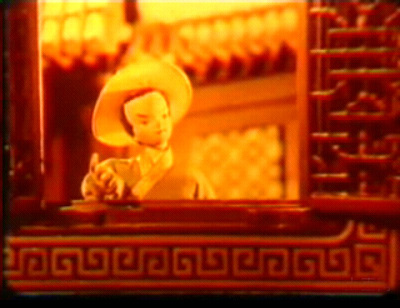
动画片截图

《神笔》是导演靳夕和尤磊根据童话家洪汛涛创作的《神笔马良》而改编的儿童木偶动画片，由上海美术电影制片厂制作，1955年发行，片长20分钟。故事围绕着马良和神笔的不平凡命运而展开。
导演靳夕是天津人，为木偶片大师德恩卡的弟子，是中国木偶片大师，他的代表作品还有《孔雀公主》。《神笔》的副导演万超尘是“中国动画之父”万氏三兄弟（万籁鸣和万古蟾）之一。

## 剧情
古代放牛娃马良酷爱画画，因家贫买不起笔，但仍勤学不辍，用树枝、木炭代替笔练习画画。一天，一位老仙人来到他面前，送给他一枝可以变画为真的神笔。马良用这支神笔为穷苦百姓作画，让百姓能得到自己想得到的东西，如为小孩子画一只羊，为老农民画一头耕田的牛。
然而他的事情被贪心的大官发现了，大官命马良用神笔画金元宝给他，马良不从而被关在牢房里。在牢房里他看到许多交不起皇粮的农民，马良用神笔画出一扇门，让自己和百姓逃了出去。逃出去后他画了一匹马，跑到另外一个地方继续过放牛打柴的生活。并为当地的农民画了一架水车，以解决天气干旱庄稼缺水的问题。
但是马良又被大官的属下士兵抓了回去，大官还抢走神笔要将他处斩。大官令属下用马良的神笔画出摇钱树，可是它仍然只是一幅画。大官只得又把马良押来，逼马良画一座金山给他。马良灵机一闪，用笔画了一座海中金山，并画上了一只船。大官急忙跳进船中，要与家奴们一起去金山挖金子。马良见船开后，又画了几笔风浪。大海顿时风云变色将船掀翻，大官葬身于海底。马良终于又可以自由地为百姓画画了。

## 得奖情况
- 1956年，意大利第八届威尼斯国际儿童电影节八至十二岁儿童文娱片一等奖；
- 叙利亚第一届大马士革国际博览会电影节短片银质奖；
- 南斯拉夫第一届贝尔格莱德国际儿童电影节优秀儿童片奖；
- 1957年，中华人民共和国文化部1949至1955年优秀影片一等奖；
- 波兰第二届华沙国际儿童电影节木偶片特别优秀奖；
- 加拿大第二届斯特拉特福国际电影节奖状。

## 节目变迁
| 重温经典频道 动画剧场 週一至週日 18:00-19:00        | 重温经典频道 动画剧场 週一至週日 18:00-19:00 | 重温经典频道 动画剧场 週一至週日 18:00-19:00 |
| --------------------------------------------------- | -------------------------------------------- | -------------------------------------------- |
|                                                     | 小鲤鱼跳龙门 · 神笔 （2024.2.9）             |                                              |
| 山水情 · 骄傲的将军 · 乌鸦为什么是黑的 （2024.2.8） | 小蝌蚪找妈妈 · 超级肥皂 （2024.2.10）        |                                              |